# Friedrich Class (Polizist)
Friedrich Class (* 2. Mai 1899 in Blaubeuren; † 12. Dezember 1945) war während der Zeit des Nationalsozialismus ein deutscher Polizist der Kriminalpolizei und der Gestapo. Class gehörte zu den Hauptverantwortlichen der Massaker von Piaśnica.

## Leben
Class kam als Sohn des Mechanikers Friedrich Class und seiner Ehefrau Friederike zur Welt. Er besuchte sieben Jahre lang eine Volksschule und absolvierte eine Lehre zum Graveur und Ziseleur an einer Kunstgewerbeschule.
Zwischen Oktober 1917 und April 1919 erbrachte er seinen Militärdienst im 9. Württembergischen Minenwerfer-Bataillon. Nach dem Ersten Weltkrieg engagierte er sich in einem Freikorps in Sachsenberg („Grenzschutz Nordost“). Von 1920 bis 1925 tat er Dienst bei der Schutzpolizei in Danzig. Danach absolvierte er in Berlin eine Ausbildung zum Kriminalkommissar. 1936 wurde er zum Kriminalrat befördert. Der NSDAP trat er zum 1. Mai 1933 bei (Mitgliedsnummer 2.843.091) und der SS am 15. Februar 1936 (SS-Nummer 272.523), wo er zum SS-Hauptsturmführer (9. November 1938) und zum SS-Sturmbannführer (20. April 1940) ernannt wurde. Seine Beförderung erfolgte durch den SS-Führer Jakob Sporrenberg. Am 6. September 1938 bekam seine Ehefrau Luise, geb. Miethe, Jahrgang 1901, einen Sohn. In Danzig wurde Class als SS-Oberscharführer zum Sicherheitsdienst des Reichsführers SS (SD) beordert und arbeitete im dortigen Polizeipräsidium bei der Gestapo und beim SD (SD-Oberabschnitt Nordost). In einem Beurteilungsbogen von 1938 wird er als „eindeutig arischer Typ“ sowie als „gefestigt in der nat.-soz. Weltanschauung“ beschrieben. Als Leiter der Kriminalpolizeistelle Graz (29. Juni 1940 bis zum 5. Dezember 1942) wurde er zum Regierungs- und Kriminalrat befördert. Danach erfolgte die Versetzung zum Reichssicherheitshauptamt (Amt V) in Berlin. Seit 1. Februar 1944 bis zum Tod im Dezember 1945 war er Leiter der Kriminalpolizeileitstelle Düsseldorf.